# Barisciano
Barisciano (Varissànë in abruzzese) è un comune italiano di 1 662 abitanti della provincia dell'Aquila in Abruzzo, posto a circa 18 km a est-sud-est del capoluogo abruzzese L'Aquila, in posizione moderatamente rialzata rispetto alla bassa Valle dell'Aterno, alle falde sud-occidentali del Gran Sasso d'Italia.

## Geografia fisica

### Territorio
Il territorio comunale fa parte della Comunità montana Campo Imperatore-Piana di Navelli e parte di esso rientra nel territorio del Parco nazionale del Gran Sasso e Monti della Laga costituendone di fatto una delle porte di accesso nella sua parte meridionale.
Il paese e le frazioni sono state duramente colpite dal terremoto dell'aprile 2009 con epicentro a L'Aquila.
È raggiungibile da L'Aquila e da Sulmona attraverso la Strada statale 17 dell'Appennino Abruzzese ed Appulo-Sannitico. Da Barisciano sono inoltre raggiungibili i borghi turistici di Santo Stefano di Sessanio, Calascio e Castel del Monte fino a Campo Imperatore.

### Clima
Il clima di Barisciano è tipicamente continentale anche se la posizione rialzata rispetto alla bassa Valle dell'Aterno evita le forti escursioni termiche giornaliere tipiche delle conche in altura. L'inverno è rigido, ma non molto piovoso, l'autunno e la primavera sono le stagioni più piovose mentre l'estate è calda e secca.

## Storia

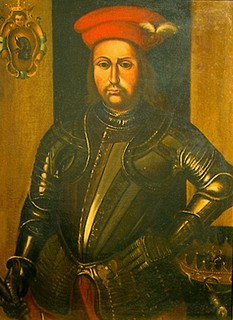
Braccio da Montone, il comandante che assediò Barisciano nel 1424

Notizie del borgo risalgono a un insediamento dei Vestini nel I secolo a.C. sulla via romana Claudia Nova. Aveva rapporti con la città di Peltuinum in Prata d'Ansidonia. Una lapide del 58 a.C. è conservata a L'Aquila. Una chiesetta dell'XI secolo dedicata a Santa Maria di Forfona farebbe pensare alla sua costruzione sopra un tempio di Giove.
Il borgo medievale fu costruito nell'XI secolo attorno al castello recinto fortificato. Il borgo sottostante era denominato "Bariscianello", poiché suddiviso in varie contrade. Il centro nel Duecento (1254) partecipò alla fondazione dell'Aquila.
Nel Trecento si ebbero numerose contese territoriali con la limitrofa Baronia di Carapelle per il possesso dei pascoli, liti che si protrassero fino al XIX secolo.
Nel XV secolo, durante la guerra dell'Aquila del 1424, fu devastato da Braccio da Montone. I cittadini tentarono la resistenza nel castello, ma esso fu distrutto completamente, meno le mura, e gli abitanti fatti schiavi, mentre le donne venivano portate nell'accampamento, violentate, e mandate in processione, completamente nude, sino all'Aquila, insieme ai loro bambini.  Nel XVI secolo il territorio visse di pastorizia grazie alla presenza del tratturo, e ciò fu la principale fonte economica del paese fino al XX secolo. I segni dello sviluppo del borgo sono visibili nella notevole ricchezza delle architetture religiose come San Flaviano e Santa Maria di Valleverde, e dei palazzi dei signori feudatari: in particolare quello dei Caracciolo di Marano, principi di Barisciano 
Subì danni nel 1703 con il terremoto e anche nel 2009.

### Simboli
Lo stemma e il gonfalone sono stati concessi con decreto del presidente della Repubblica del 9 maggio 1997.
Il gonfalone è un drappo di rosso.

## Monumenti e luoghi d'interesse

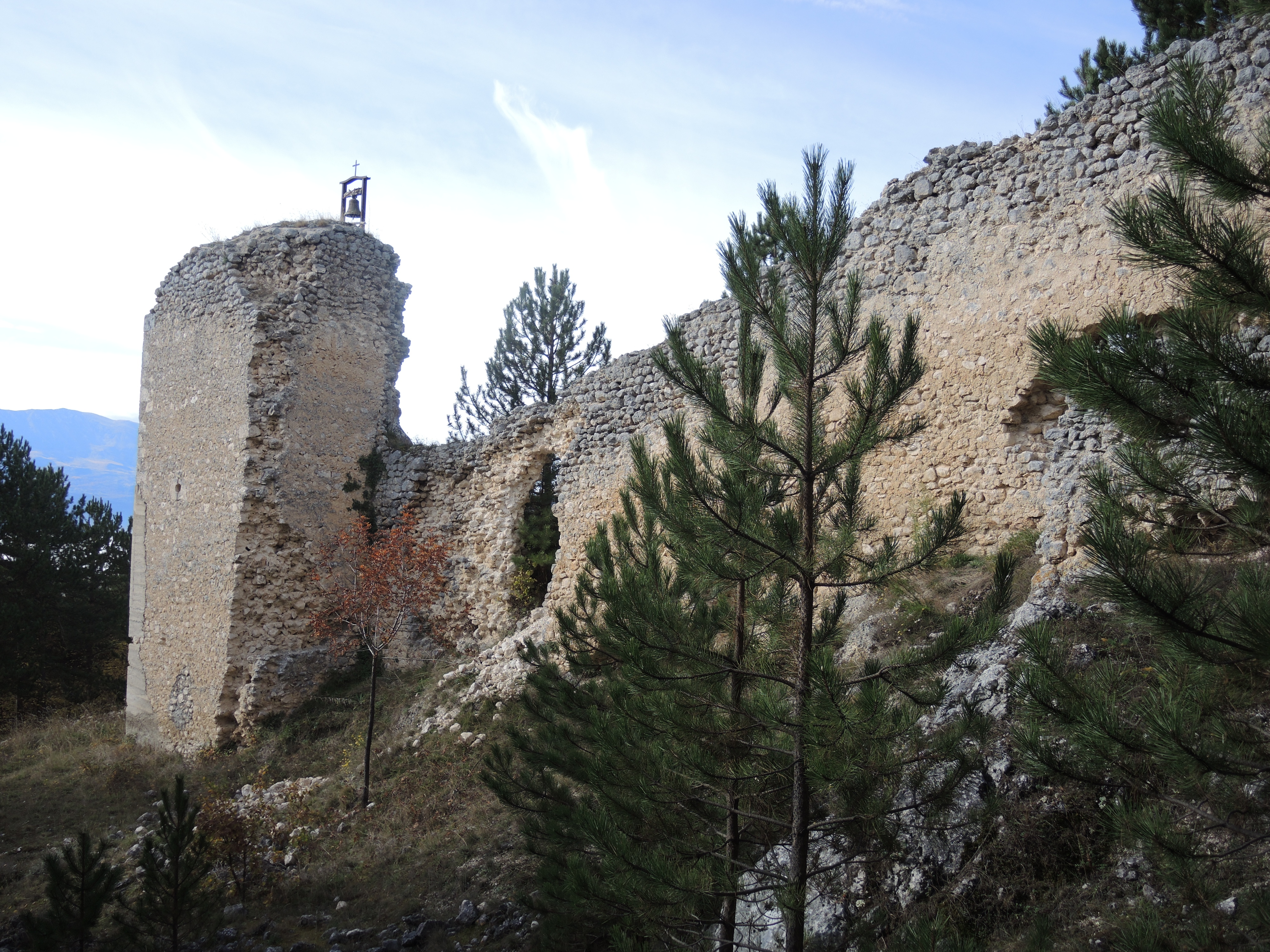
Mura del castello

### Castello recinto
Il castello a recinto fu fondato nell'XI secolo sopra un colle montuoso che sovrasta il borgo medievale. Fu eretto come tipico castello recinto a impianto rettangolare, con torrioni angolari e case dentro le mura.
Partecipò alla fondazione della città dell'Aquila nel 1254, i castellani occuparono la zona orientale del Quarto Santa Maria, ed il 23 aprile 1424 venne attaccato e distrutto da Braccio da Montone durante l'assedio alla città, ne rimase comunque a far parte fino al 1529, per poi diventare feudo di famiglie aristocratiche. Attorno al XVI secolo perse il suo ruolo difensivo e venne abbandonato, danneggiato ulteriormente dal terremoto del 1703 e da spoliazioni per costruire nuovi edifici a Barisciano.
Con il terremoto del 2009 crolla il torrione occidentale, il meglio conservato della cinta muraria. Presso un altro torrione nel XVI secolo fu costruita la cappella di San Rocco.

### Chiesa di San Flaviano Vescovo

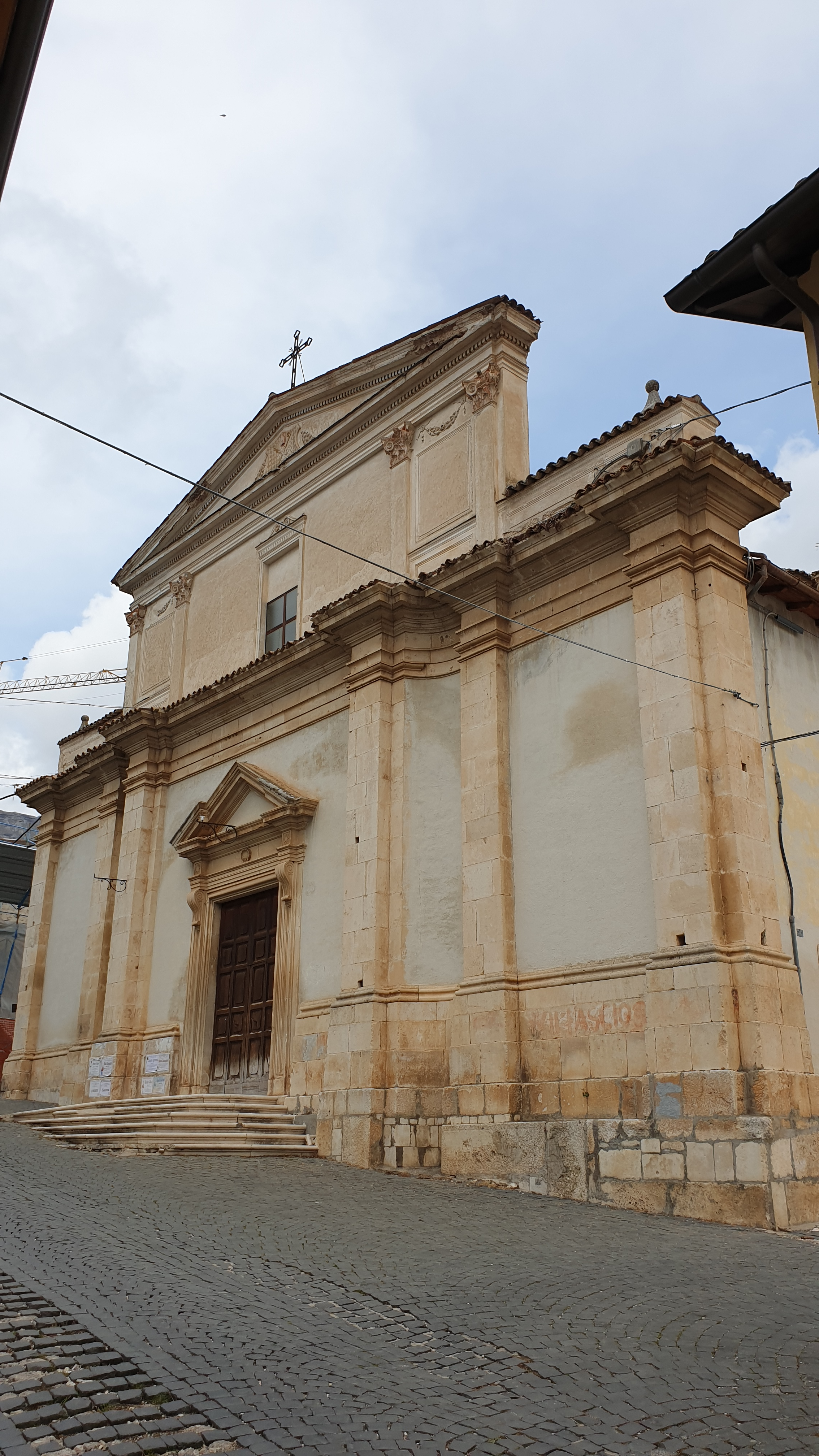
Chiesa di San Flaviano

Si tratta della chiesa parrocchiale, ricostruita nel 1733 dopo il grave terremoto del 1703, ma nota nelle fonti fin dal XII secolo: del 1109, ad esempio, è un documento contenuto nel regesto della diocesi di Valva in cui si annota il passaggio giurisdizionale della chiesa alla stessa Diocesi; ciò ne colloca la fondazione nei secoli precedenti. La chiesa ha pianta medievale rettangolare, con esterno in robusta pietra. La facciata in stile neoclassico è del 1733. Il campanile, una torre con un piccolo tetto, è testimone della preesistente struttura medioevale. In seguito al sisma del 2009, la chiesa è stata dichiarata inagibile e chiusa al pubblico.

### Santuario della Madonna di Valleverde

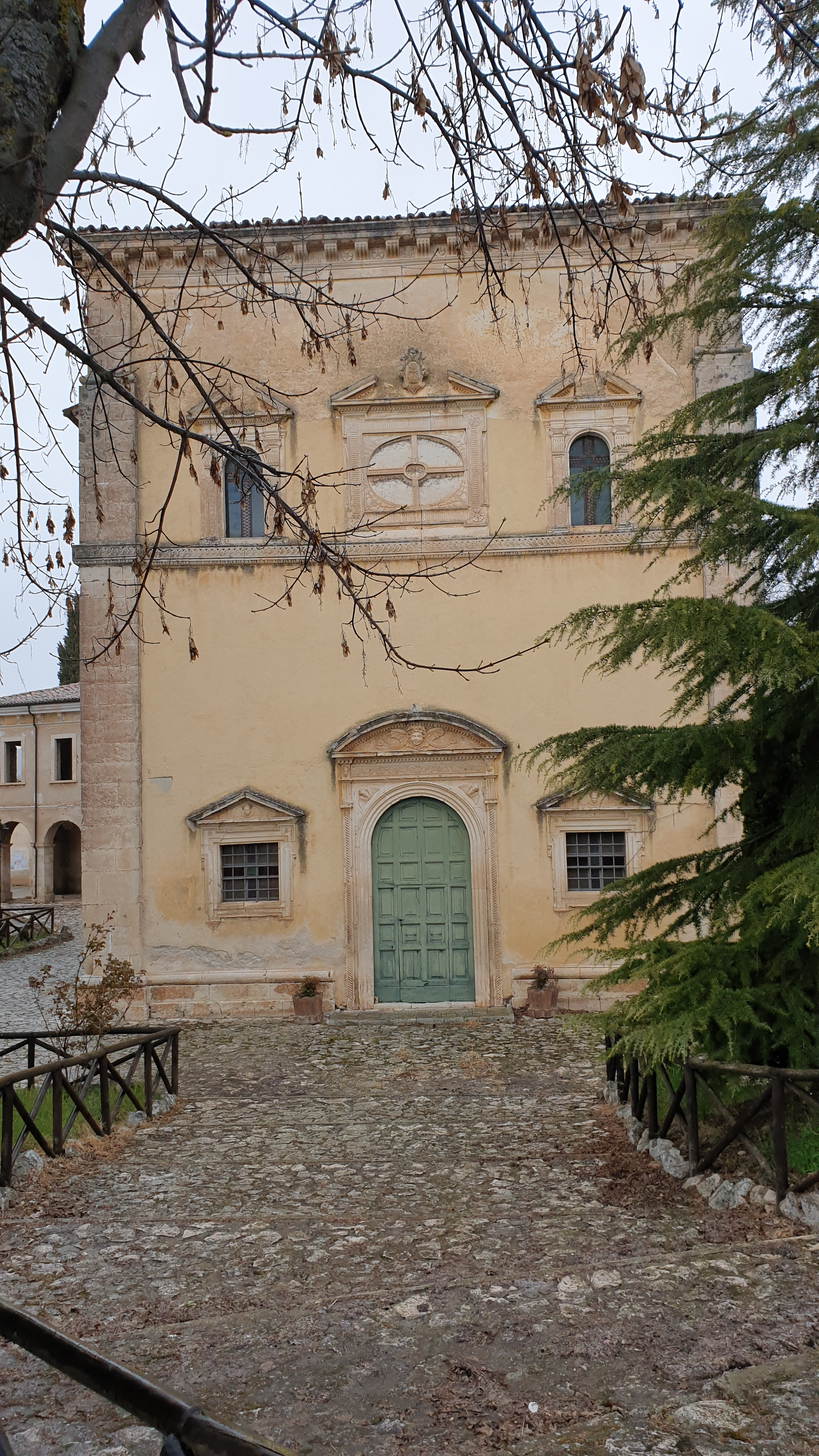
Chiesa di Santa Maria di Valleverde

Si trova accanto al paese, presso il cimitero. La chiesa è stata completata nel 1580, nel luogo in cui un'icona della Vergine con Bambino, oggi incastonata nell'altare maggiore della chiesa, iniziò a piangere davanti a folle sempre crescenti. L'altare in marmi policromi è in stile greco classico, con nicchia a conchiglia. Il santuario ha aspetto rinascimentale. La facciata è divisa in due livelli da una cornice: il semplice portale tardo romanico con elementi manieristi ha una lunetta curva con bassorilievi, e la parte superiore della facciata ha una vetrata centrale incastonata in due colonne che formano quattro bucature eguali. È affiancata da due piccole finestre con architrave rinascimentale.
Il campanile è a vela. In seguito al sisma del 2009, la chiesa è stata dichiarata inagibile e chiusa al pubblico. Accanto al santuario vi è un conventino poggiante su archi a tutto sesto, che in tempi di peste fungeva da lazzaretto.

### Convento di San Colombo

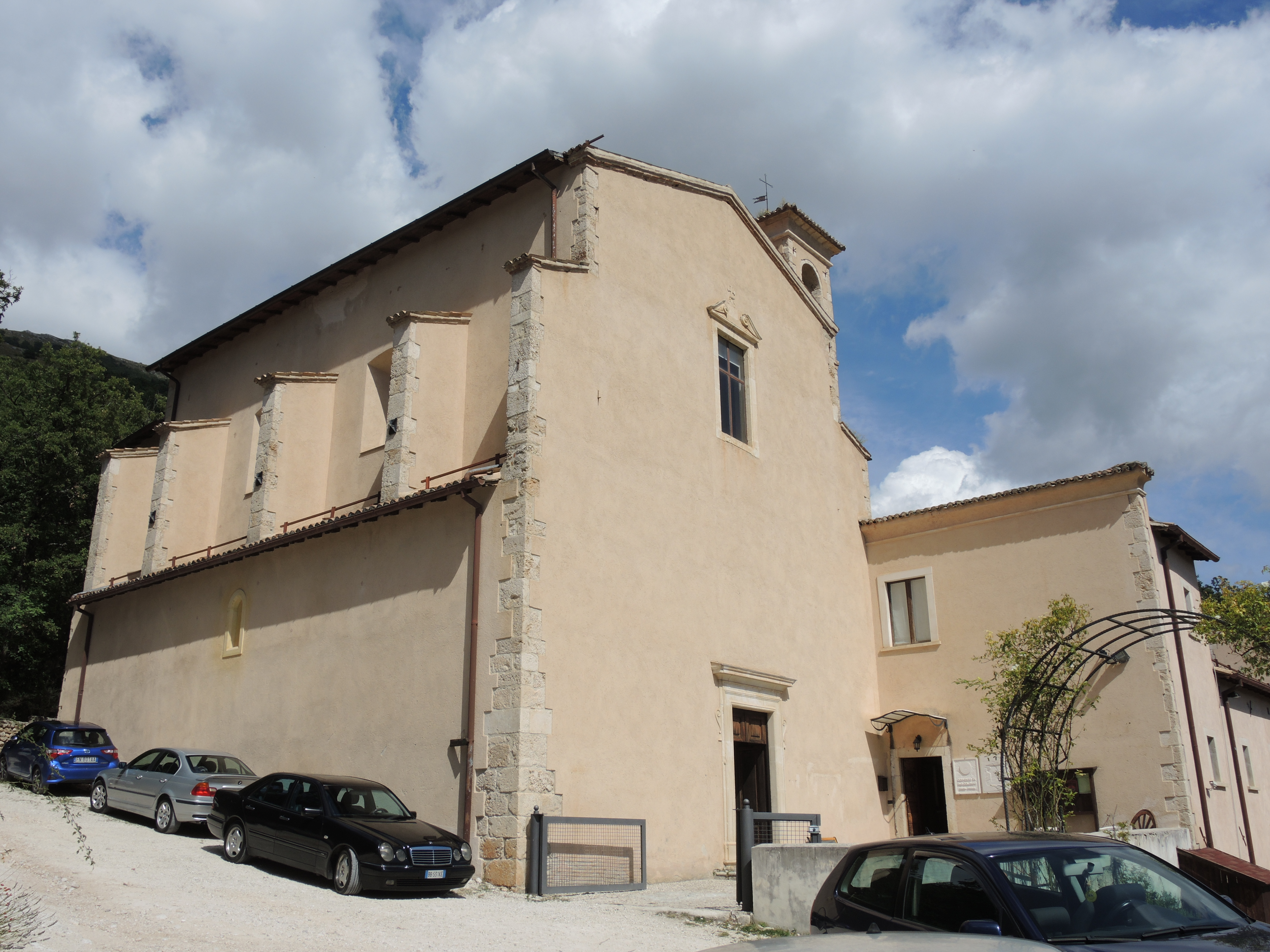
Convento di San Colombo

Appena fuori dal paese si trova il convento francescano di San Colombo del XIV secolo, oggi sede del Centro ricerche floristiche dell'Appennino San Colombo, in cui vengono conservate e studiate numerose varietà di semi, di cui circa 235 soprattutto della flora appenninica e altre 46 di specie agronome autoctone; nel centro è presente anche un Herbarium Apenninicum con i suoi 40000 campioni. Sono in corso di progettazione un orto botanico e un Museo sulla fitodiversità del Parco.

### L'Immacolata Concezione o SS. Trinità

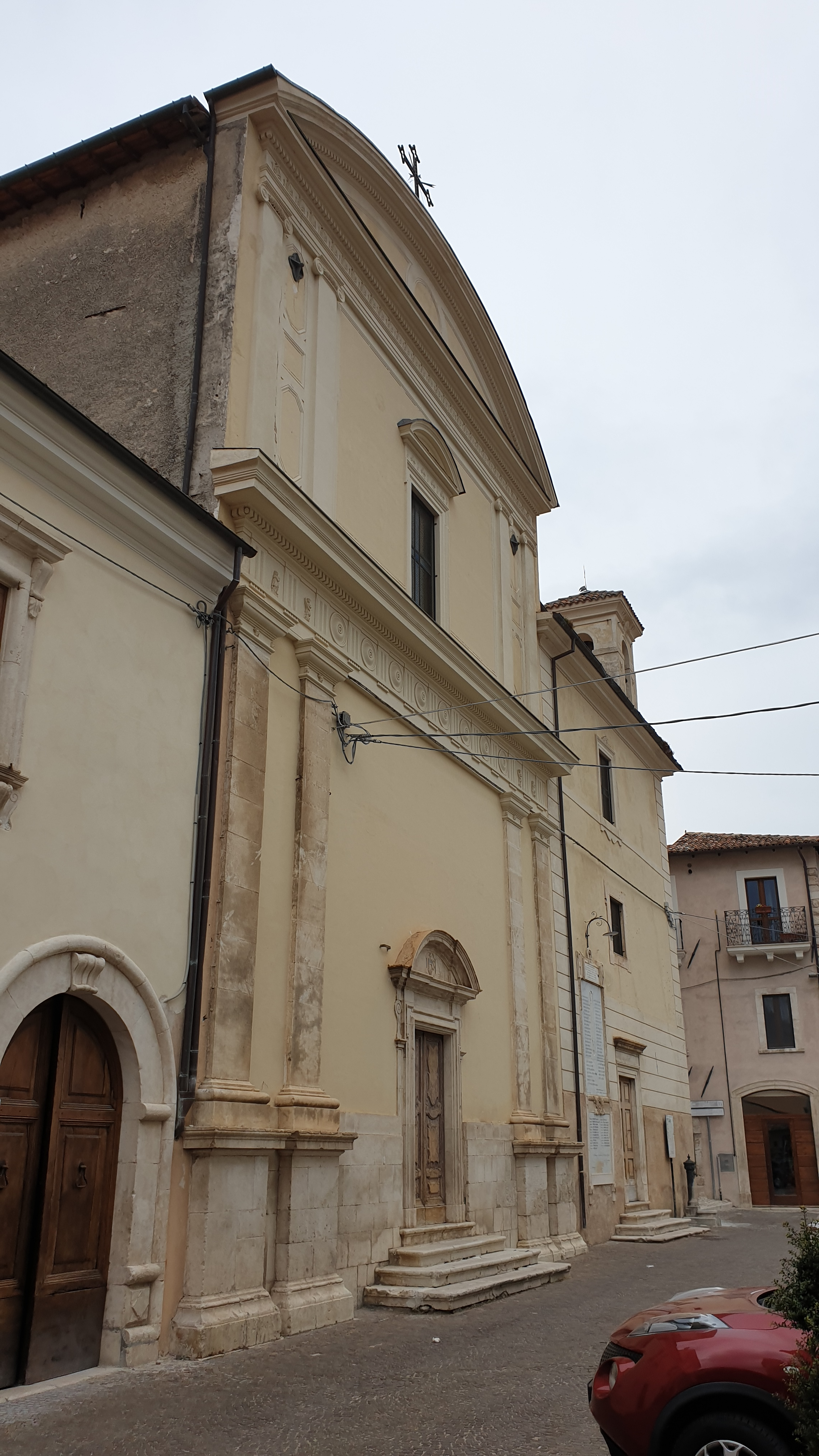
Chiesa della SS. Trinità

La chiesa dell'Immacolata Concezione o SS. Trinità risale alla metà del XVII secolo. Oggi ospita il Centro di documentazione della Transumanza. La chiesa, avendo riportato gravi danni in seguito al sisma del 6 aprile 2009, è stata dichiarata Inagibile e chiusa al pubblico.

### Altri monumenti

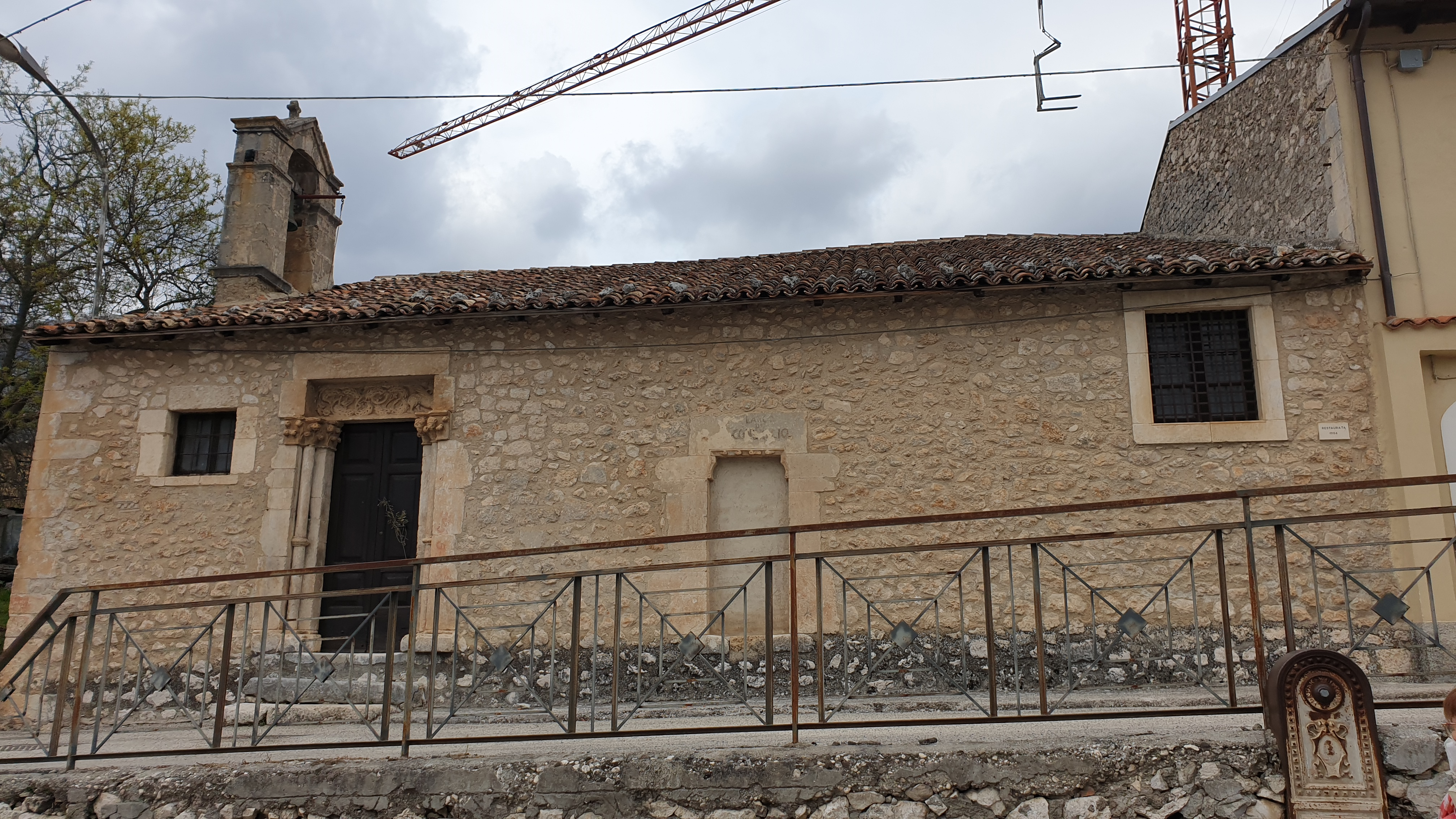
Chiesa di Santa Maria di Capo di Serra

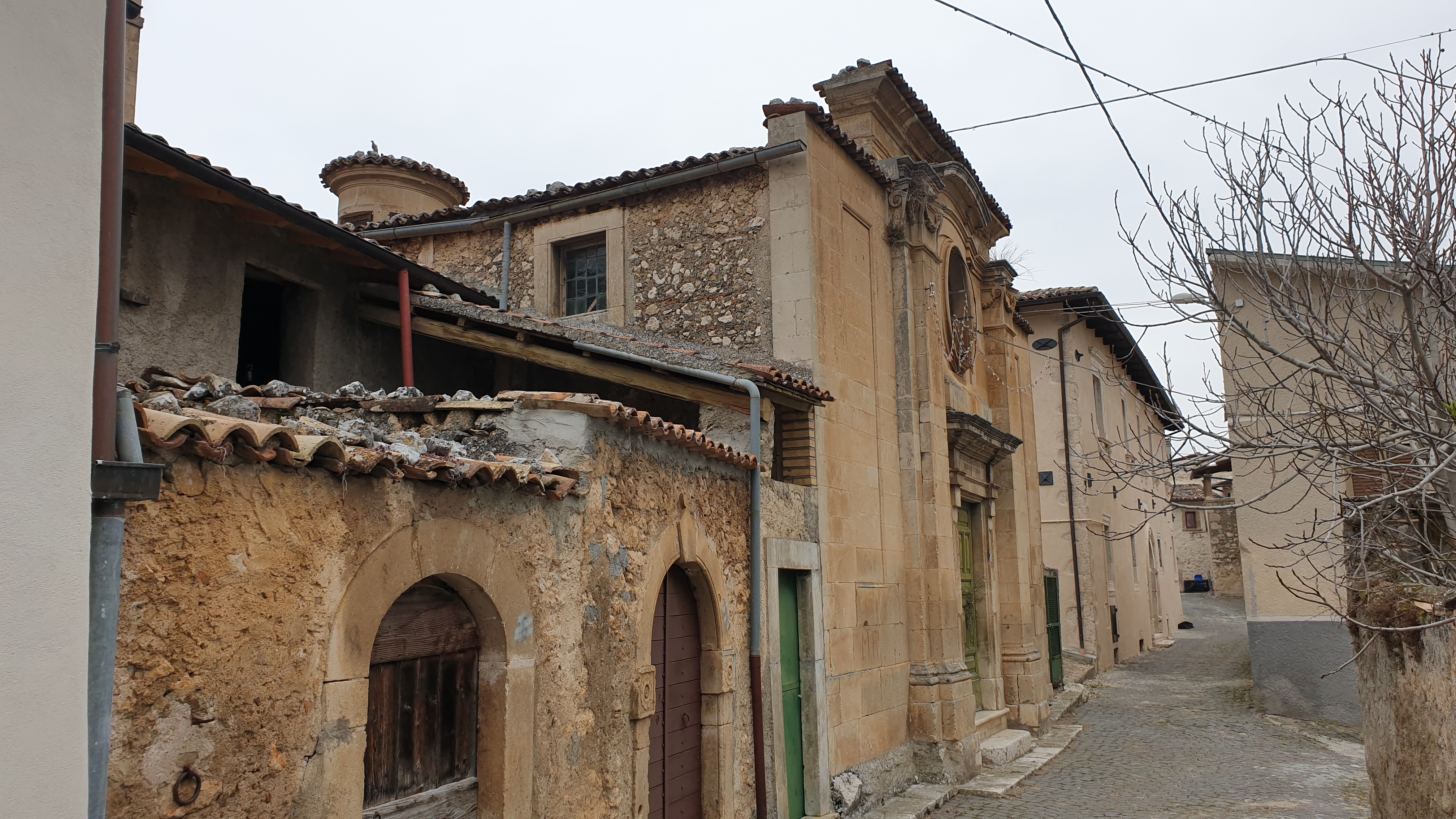
Chiesa di Santa Maria del Carmine

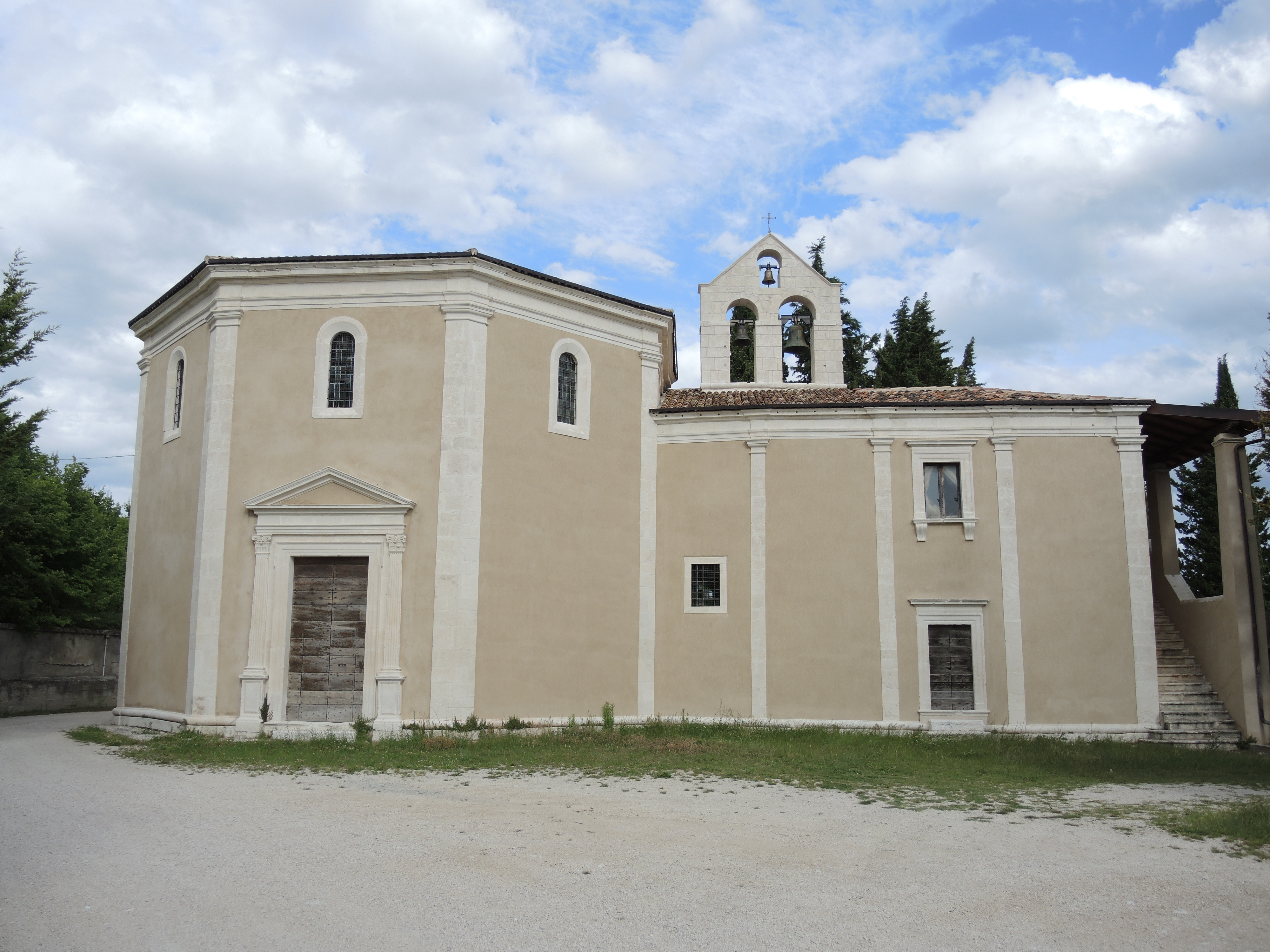
Chiesa di Santa Maria della Consolazione

- Chiesa di Santa Maria del Buon Consiglio o di "Capo di Serra": è in via Mazzini, risale al XIII secolo, come dimostra il portale tardo romanico, con colonne a bouqueta di foglie, che riecheggiano vari portali aquilani trecenteschi. Il portale si apre sul fianco, la chiesa è rettangolare con tetto spiovente e campanile a vela. L'interno, restaurato negli anni '80, ha riportato alla luce un prezioso ciclo di affreschi tardo romanici che mostrano le storie della vita di Gesù e Maria.

- Chiesa di Santa Maria del Monte Carmelo, nel quartiere di "Macchiola", edificata nella seconda metà del Seicento e abbellita nella prima metà del secolo successivo grazie al contributo dei Caracciolo, principi di Barisciano. A pianta rettangolare, presenta un'unica navata con quattro cappelle laterali. Gravemente danneggiata dal sisma del 6 aprile 2009, è stata dichiarata inagibile e chiusa al culto. Nel 2016 ignoti malviventi hanno trafugato le tele degli altari laterali e gli arredi sacri.
- Chiesa di Santa Maria di Picenze (contrada omonima), detta anche "Santa Maria fuori le mura", si trova lungo la strada tra questa contrada e San Martino, di origine medievale, fu rifatta dopo il 1703 in forme barocche, ad impianto a navata unica.
- Chiesa di San Rocco al Castello, ricavata da una torre angolare del castello recinto, è a navata unica e presenta un interessante ciclo di affreschi seicenteschi raffiguranti il santo titolare della chiesa.

- Chiesa di Santa Maria della Consolazione (Picenze), lungo la strada statale 17 per Poggio Picenze, si caratterizza per l'impianto ottagonale. Nel 2019 è stata restaurata.
- Chiesa di San Martino (contrada omonima)
- Torre medievale di Picenze, sovrasta l'abitato, è di fondazione longobarda, oggi conserva metà dell'impianto cilindrico.

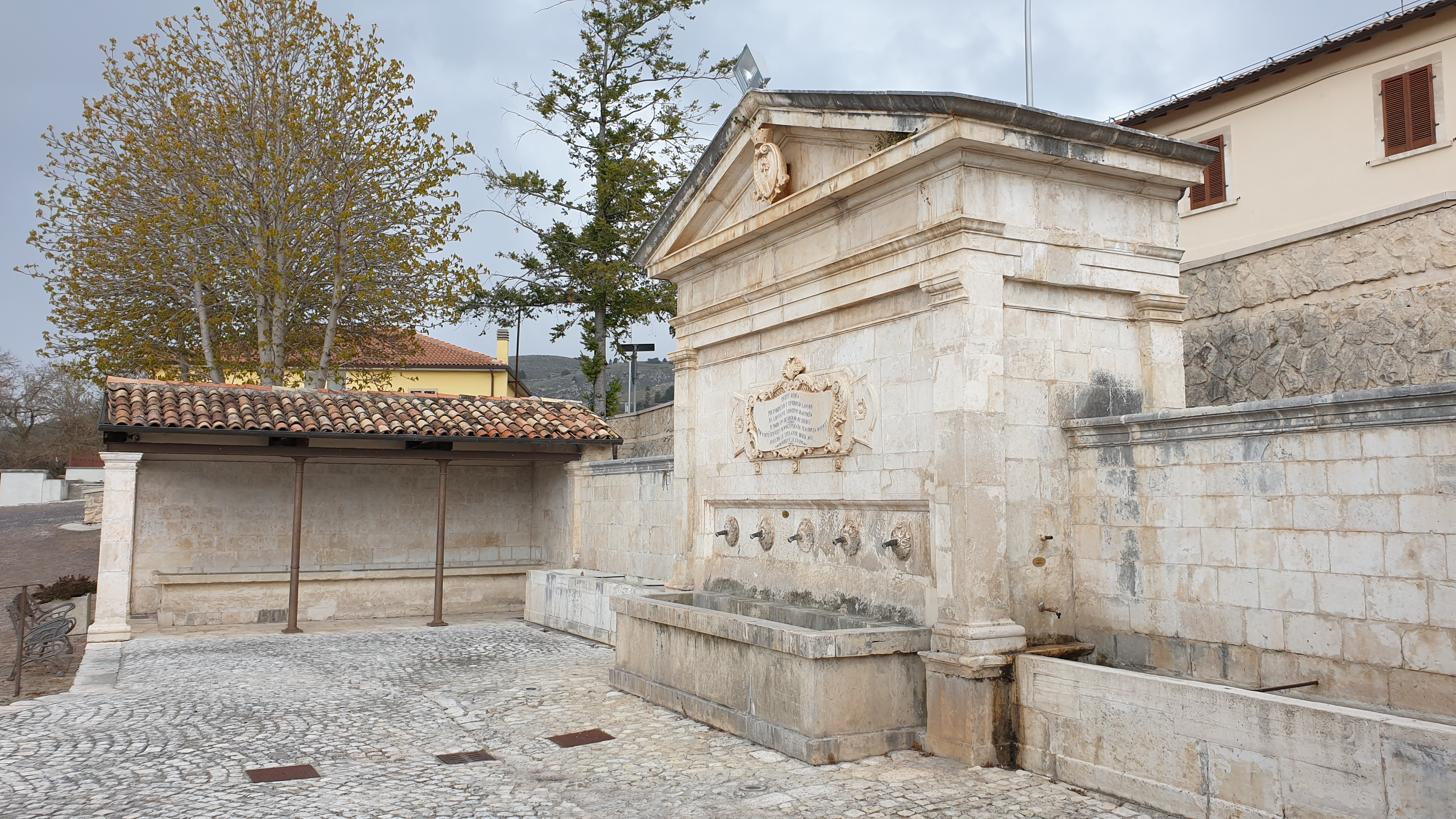
Fonte grande

- Fontana monumentale detta Fonte Grande, nella parte superiore del paese, è stata costruita nel 1876.

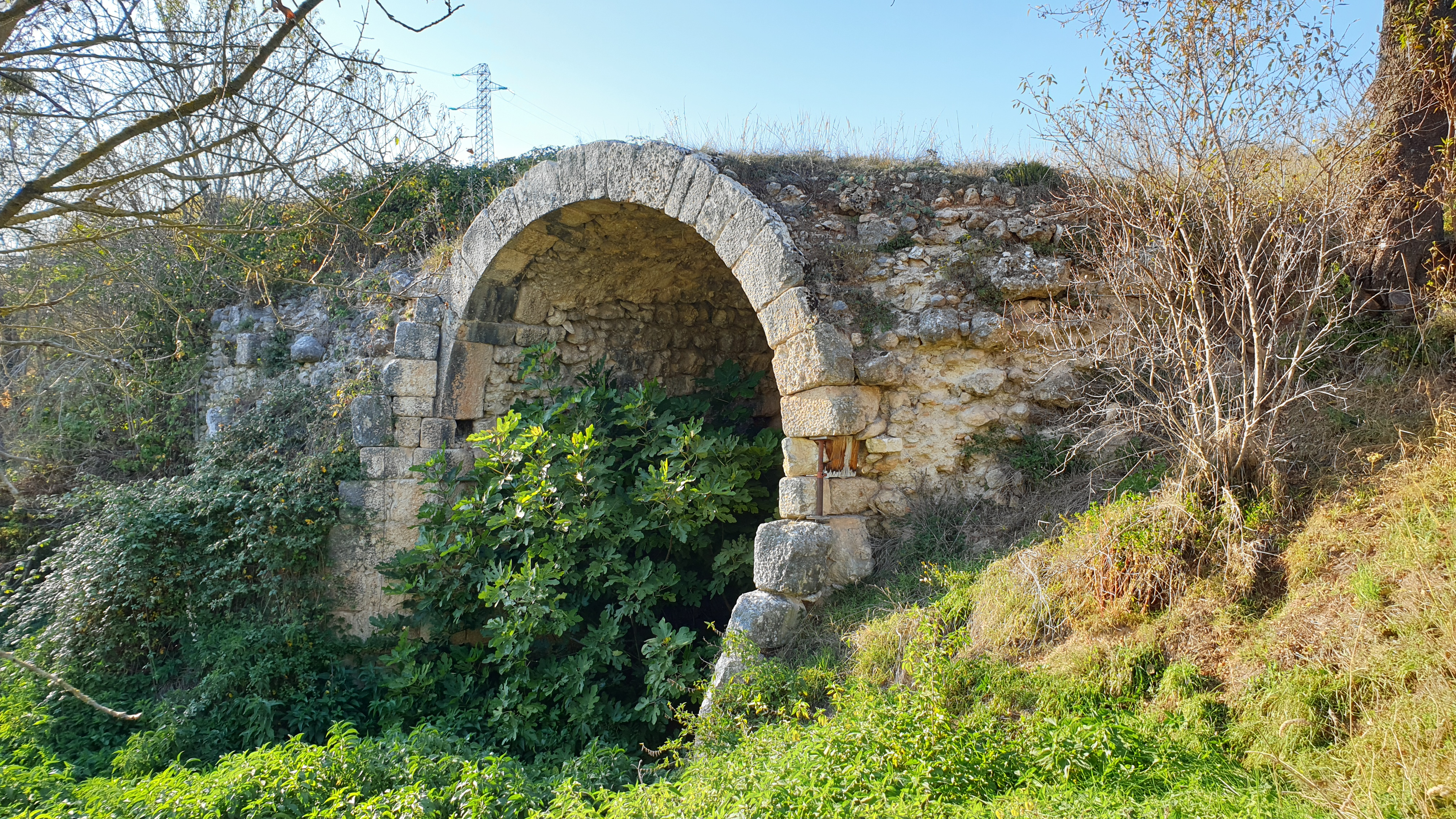
Ponte romano

- Antico ponte romano, si trova lungo la Statale 17, poco dopo l'incrocio per Barisciano, si conserva sotto aspetto di rudere, realizzato in ciottoli di fiume e pietra non sbozzata.

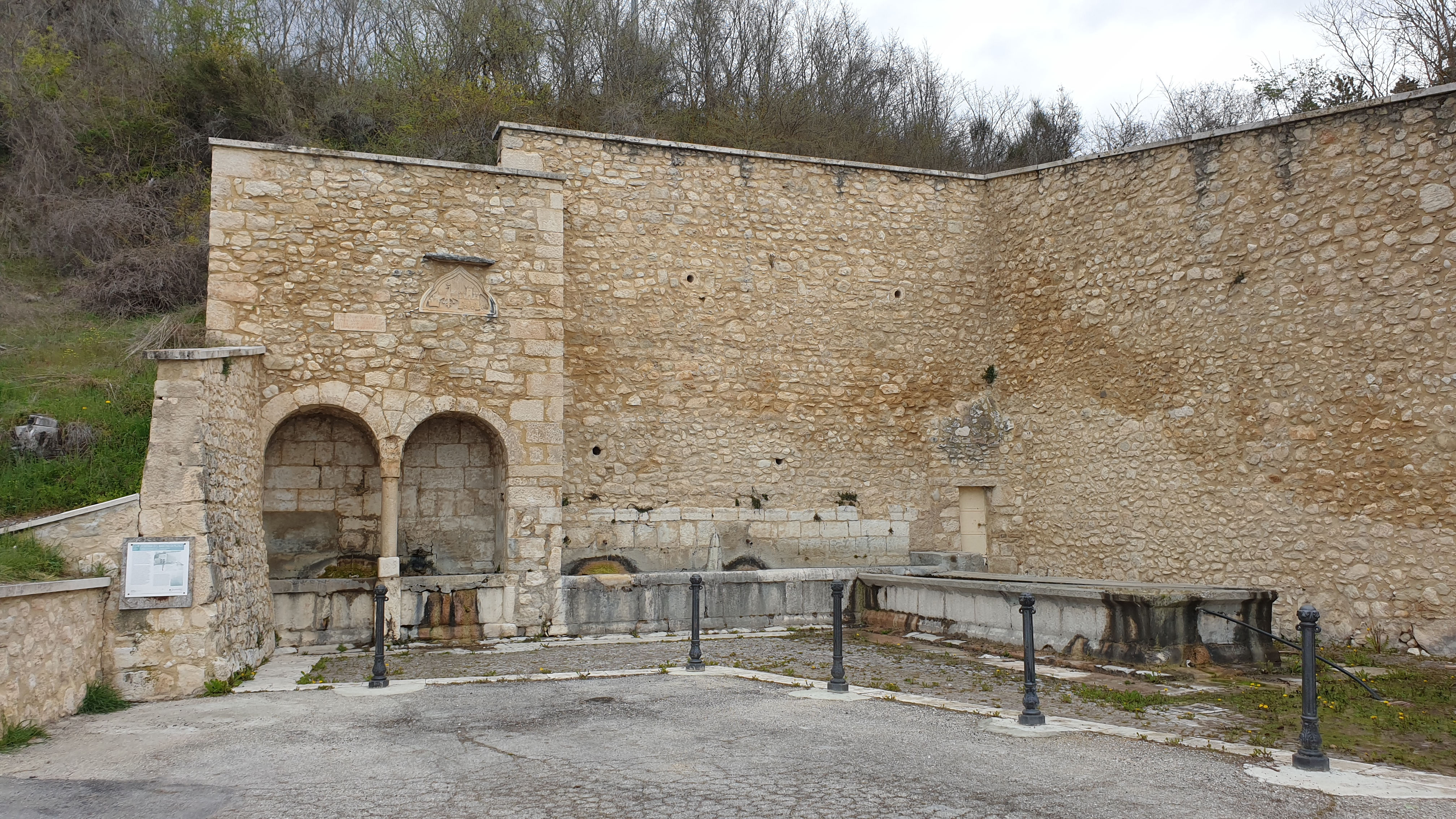
Fontana di San Martino di Picenze

## Società

### Evoluzione demografica
Abitanti censiti

### Tradizioni e folclore
Ogni anno il 25 novembre si tiene la tradizionale fiera di Santa Caterina d'Alessandria di importanza storica in quanto in passato, durante il suo svolgimento, veniva stabilito il prezzo dello zafferano. 
La Sagra della Patata di Barisciano è un evento tradizionale che segna la fine dell'estate. Da oltre 40 anni, infatti, nell'ultimo fine settimana di agosto, si tiene una delle manifestazioni più rilevanti della zona.

## Note

Il gonfalone comunale

## Amministrazione
| Periodo           | Periodo           | Primo cittadino       | Partito                                                                              | Carica  | Note          |
| ----------------- | ----------------- | --------------------- | ------------------------------------------------------------------------------------ | ------- | ------------- |
| 23 aprile 1995    | 13 giugno 1999    | Bruno Campagna        | Lista Civica di Centro-sinistra                                                      | Sindaco | [ 10 ]        |
| 14 giugno 1999    | 30 marzo 2010     | Domenico Panone       | Lista Civica                                                                         | Sindaco | [ 11 ] [ 12 ] |
| 1º aprile 2010    | 20 settembre 2020 | Francesco Di Paolo    | LC Insieme per il futuro (2010-2015) poi LC Sviluppo e ricostruzione (dal 2015) - PD | Sindaco | [ 13 ] [ 14 ] |
| 20 settembre 2020 | in carica         | Fabrizio D'Alessandro | LC "Costruiamo il futuro"                                                            | Sindaco | [ 15 ]        |